# Ludwig Bernaschek
Ludwig Bernaschek (* 15. Mai 1899 in Budapest; † 31. Mai 1970 in Linz) war ein österreichischer Schutzbundführer und Politiker (SPÖ).

## Leben
Bernaschek war das jüngste von vier Geschwistern (Aurelia, Margarethe und Richard) einer sozialdemokratischen Arbeiterfamilie. Ab 1900 lebte die Familie in Linz, wo er die Volks-, Bürger- und Staatsgewerbeschule besuchte. In seinen Jugendjahren kommt Bernaschek zur sozialistischen Bewegung. Mit 17 Jahren wurde er Vorsitzender der sozialistischen Arbeiterjugend in Linz. 1917 wurde er Soldat und sozialdemokratischer Soldatenvertreter der Militärgewerkschaft.
1925 kandidierte er zum Landtag im Wahlkreis Linz, wurde aber nicht gewählt. Im Zuge der Februarkämpfe 1934 wird Bernaschek verhaftet, da er im Schutzbund für das Materialreferat zuständig war, angeklagt und „wegen Hochverrat zu zwölf Jahren schweren Kerkers verurteilt“. 1936 wurde er amnestiert und übernahm als selbstständiger Kaufmann ein Radiogeschäft.
Nach dem Zweiten Weltkrieg wurde Bernaschek mit den Agenden Gemeindeaufsicht, Verwaltungspolizei und Rechnungsprüfung Mitglied der Landesregierungen Gleißner III bis Gleißner VIII und Stellvertreter des Landeshauptmanns von Oktober 1945 bis Juli 1969. Den Höhepunkt seiner politischen Laufbahn stellte die Landtagswahl 1967 dar, bei der er als Landesvorsitzender der SPÖ die relative Mehrheit errang.
Bernaschek war seit 1948 Mitglied der Loge Gleichheit und 1950 Gründungsmitglied der Loge Zu den 7 Weisen.
Im Jahr 2013 hob das Wiener Landesgericht das Urteil wegen Hochverrat offiziell auf.

## Auszeichnungen
- 1958: Großer Ehrenring der Stadt Linz (10. Juni)
- 1960: Großes Goldenes Ehrenzeichen mit dem Stern für Verdienste um die Republik Österreich[6]